# Ängersjö kyrka
Ängersjö kyrka är en kyrkobyggnad i Ängersjö. Den är församlingskyrka i Ytterhogdal, Överhogdal och Ängersjö församling i Härnösands stift. Kyrkan ligger i Härjedalens kommun men i landskapet Hälsingland. 
Ängersjö hade tidigare ett kapell. Dit kom, enligt traditionen, präster från Ljusdal för att hålla gudstjänst "på den tid då rökelsekaret nyttjades". Det första skriftliga dokumentet är från 1669. Detta år började kapellets räkenskapsbok. Kapellaget bestod då av nio hemman. 

## Kyrkobyggnaden
Kyrkan byggdes 1744 och ombyggdes 1780 - 81. Ansvarig för ombyggnaden var byggmästare Per Tholsson i Mosätt. Klocktornet byggdes 1847. Efter ombyggnaden invigdes kyrkan år 1782, vilket framgår av inskription i gavelfältet ovanför entrén. Kyrkan är en träkyrka med plats för 150 personer. Ursprungligen var kyrkan rödmålad, men år 1852 målades den vit på de locklistpanelade väggarna. Ytertaket är belagt med skiffer. Efter en ombyggnad 1931 fick interiören en ny karaktär. Den dittillsvarande sakristian ändrades till kor och altarpredikstolen flyttades till norra väggen och fick en uppgång direkt från den nybyggda sakristian. I kyrkans västra del byggdes ett nytt förrum. I koret har man bevarat naiva väggmålningar med bibliska motiv, till exempel Korsfästelsen, Moses med lagtavlorna samt Jesus släpande på korset. En av rövarna har sjörövarhatt.

## Inventarier
Predikstolen har fält med reliefskurna teologiska symboler. Dessa delas med hjälp av rosor och liljor, vilka är växter som förknippas med jungfru Maria. Två pyramider från gamla kyrkan finns kvar. Dessa köptes år 1740 från Ytterhogdals kyrka och restaurerades av Jonas Granberg. En mässhake från 1500-talet finns bevarad. Dessutom har kyrkan ett rökelsekar från den katolska tiden.